# 87. pehotni polk (Italija)
87. pehotni polk Friuli (izvirno italijansko 87º Reggimento fanteria) je bil pehotni polk (Kraljeve) Italijanske kopenske vojske.

## Zgodovina
Med prvo svetovno vojno je bil polk aktiven na soški fronti ter med drugo svetovno vojno je bil nastanjen v Jugoslaviji, Korziki in v Italiji.